# Прието, Ричард
Ри́чард Фабиа́н Прие́то Фра́нко (исп. Richard Fabián Prieto Franco; родился 25 февраля 1997 года в Каагуасу, Парагвай) — парагвайский футболист, полузащитник клуба «Хенераль Диас».

## Клубная карьера
Прието — начал профессиональную карьеру в клубе «Хенераль Диас». 5 сентября 2014 года в матче против «Рубио Нью» он дебютировал в парагвайской Примере. В начале 2016 года в поединке против «Спортиво Лукеньо» Ричард забил свой первый гол за «Хенераль Диас».

## Международная карьера
В 2017 года Прието принял участие в молодёжном чемпионате Южной Америки в Эквадоре. На турнире он сыграл в матчах против команд Эквадора и Бразилии.